# Prędzej później dalej
Prędzej później dalej – drugi singel promujący album zespołu Myslovitz z nowym wokalistą, Michałem Kowalonkiem. Premiera singla odbyła się 27 kwietnia 2013 r. w audycji Piotra Stelmacha - "Myśliwiecka 3/5/7".

## Notowania
| Lista                              | Pozycja |
| ---------------------------------- | ------- |
| Lista Przebojów Programu Trzeciego | 5       |
| Lista Przebojów Radia Merkury      | 13      |
| Aferzasta Lista Przebojów          | 11      |